# Erik Almlöf
Erik Albin Almlöf (né le 20 décembre 1891 à Stockholm et décédé le 18 janvier 1971 à Jenkintown) est un athlète suédois spécialiste du triple saut. Affilié au Djurgårdens IF puis au IFK Gävle, il mesurait 1,88 m pour 73 kg

## Biographie

### Palmarès
| Date | Compétition           | Lieu      | Résultat | Performance |
| ---- | --------------------- | --------- | -------- | ----------- |
| 1912 | Jeux olympiques d'été | Stockholm | 3e       | 14,17 m     |
| 1920 | Jeux olympiques d'été | Anvers    | 3e       | 14,275 m    |

### Records
| Épreuve     | Performance | Lieu | Date |
| ----------- | ----------- | ---- | ---- |
| Triple saut | 14,48 m     |      | 1922 |